# Что у них было
«Что у них было» (англ. What They Had) — американский фильм 2018 года режиссёра Элизабет Чомко. Премьера состоялась на Кинофестивале Сандэнс 21 января 2018 года.

## Сюжет
Бриджит Эртц возвращается в родной город Чикаго после того как её мать Рут, страдающая болезнью Альцгеймера, теряется в метель перед Рождеством. Вместе с братом они пытаются уговорить их отца отдать Рут в дом престарелых.

## В ролях
- Хилари Суонк — Бриджит Эртц
- Майкл Шеннон — Николас Эверхард
- Роберт Форстер — Норберт Эверхард
- Блайт Даннер — Рут Эверхард
- Таисса Фармига — Эмма Эртц
- Джош Лукас — Эдди Эртц
- Сара Сазерленд — Мэри
- Айми Гарсиа — доктор Зои

## Критика
Фильм получил в основном положительные оценки кинокритиков. На сайте Rotten Tomatoes фильм имеет рейтинг 89 % на основе 61 рецензий критиков со средней оценкой 7,3 из 10. На сайте Metacritic фильм получил оценку 70 из 100 на основе 22 рецензий, что соответствует статусу «в основном положительные отзывы».